# جداء غير منته
في الرياضيات، بالنسبة للمتتالية من الأعداد العقدية a1, a2, a3, ...الجداء غير المنتهي (بالإنجليزية: Infinite product)‏
{\displaystyle \prod _{n=1}^{\infty }a_{n}=a_{1}\;a_{2}\;a_{3}\cdots }
هو نهاية الجداء الجزئي a1a2...an عندما يؤول n إلى ما لا نهاية له. يقال عن هذا الجداء أنه متقارب إذا كانت هذه النهاية موجودة وكانت تختلف عن الصفر. في جميع الحالات الأخرى، يقال عنه أنه متباعد.
انظر إلى متسلسلة (رياضيات).
أكثر الجداءات غير المنتهية شهرة هن، احتمالا، الجداءان غير المنتهيين المتمثلين في صيغة فييت التي نشرها فرانسوا فييت في نهاية القرن السادس عشر وجداء واليس التي نشرها  جون واليس في منتصف القرن السابع عشر وهما على التوالي كما يلي:
{\displaystyle {\frac {2}{\pi }}={\frac {\sqrt {2}}{2}}\cdot {\frac {\sqrt {2+{\sqrt {2}}}}{2}}\cdot {\frac {\sqrt {2+{\sqrt {2+{\sqrt {2}}}}}}{2}}\cdot \;\cdots }
{\displaystyle {\frac {\pi }{2}}={\Big (}{\frac {2}{1}}\cdot {\frac {2}{3}}{\Big )}\cdot {\Big (}{\frac {4}{3}}\cdot {\frac {4}{5}}{\Big )}\cdot {\Big (}{\frac {6}{5}}\cdot {\frac {6}{7}}{\Big )}\cdot {\Big (}{\frac {8}{7}}\cdot {\frac {8}{9}}{\Big )}\cdot \;\cdots =\prod _{n=1}^{\infty }\left({\frac {4n^{2}}{4n^{2}-1}}\right).}

## شرط التقارب
جداء الأعداد الحقيقية الموجبة  
{\displaystyle \prod _{n=1}^{\infty }a_{n}}
يتقارب إذا وفقط إذا كان المجموع 
{\displaystyle \sum _{n=1}^{\infty }\log a_{n}}
متقاربا.